# 토레 아리아스역
토레 아리아스 역(스페인어: Torre Arias)은 마드리드 지하철 5호선에 있는 역이다. 마드리드 산블라스카니예하스 구의 알칼라 거리 지하에 위치해 있으며, 토레 아리아스 공원 옆에 자리잡고 있고, 요금구역상으로는 A구역에 속한다.

## 역사
1980년 1월 18일 5호선이 시우다드 리네알에서 카니예하스 역까지 연장되면서 영업에 들어갔다.
2014년 8월 2일부터는 5호선의 종점인 알라메다 데 오수나 역에서 토레 아리아스 역까지 모든 역의 시설정비 공사를 개시하였다. 특히 카니예하스 차량기지로 향하는 사선 우회로를 재정비하고, 신호기를 최신기술로 바꾸는 작업이 진행됐다. 공사는 2014년 8월 18일에 끝났다.
2017년 여름에는 리모델링 공사가 완료되어 석재 벽을 초록색 비트렉스 소재로 바꿨다.

## 환승 정보
역 주변에 시내버스 정류장이 세 곳 있다.
버스
- 시내버스
  - 77, 105, 140, 153번 노선 (주간)
  - N5번 노선 (야간)

지하철
| 마드리드 지하철               | 마드리드 지하철       | 마드리드 지하철       |
| ----------------------------- | --------------------- | --------------------- |
| 카니예하스 알라메다 데 오수나 | 마드리드 지하철 5호선 | 수안세스 카사 데 캄포 |